# Satirianos
Satirianos es el nombre que se dio en el siglo IV a una secta de arrianos puros. No sabemos su origen.
El año 360 en el concilio de Antioquía, sostuvieron estos berejes que el Hijo de Dios no había sido sacado ab aeterno de la nada, que no era Dios sino una criatura. Que en Dios la generación no se diferenciaba de la creación. Esta era la doctrina que antes había enseñado Arrio tomada de Platón. Teodorelo, Haer. Fab., lib. 4, p. 387.